# Annie Briard
Annie Briard est une artiste plasticienne montréalaise. Elle vit et travaille aujourd’hui à Vancouver. Elle est représentée par la galerie Monica Reyes de Vancouver.

## Biographie
Elle étudie au Collège Dawson avant d'être diplômée en 2008 d’un BFA de l’Université Concordia ainsi que d’un MFA, Master of fine art de l’université Emily Carr d'art et de design, en 2013.
Elle a réalisé depuis 2011 de nombreuses expositions individuelles et de groupe, au Canada comme à l’international. Elle fait aussi plusieurs résidences d’artiste, dans les centres canadiens de Banff, Halifax, et Vancouver et à l’international à Cadix, New York, Los Angeles, ou encore Reykjavik. 
Elle bénéficie de nombreuses bourses du Conseil des art du Canada et du Conseil des arts de Colombie Britannique. 
En parallèle de sa pratique artistique elle est professeur adjointe à l'université Emily Carr d'art et de design.
Ses œuvres sont présentes dans plusieurs collections privées, dont celle de la Scotiabank ou de la Caisse de dépôt et placement du Québec.

## Pratique artistique
Sa pratique artistique est orientée sur les paradigmes de la perception. À travers la photographie, la vidéo et les installations, elle utilise la lumière, les détournements et le photomontage pour chambouler les perceptions du spectateur. Elle cherche aussi à mettre en avant les principes physiques de la lumière dans des œuvres illustrant le principe de synthèse additive.
Le paysage tient une part importante dans son œuvre qu’il apparaisse flou, démultiplié, inversé ou en 3D grâce à l’anaglyphe.

Adina Balint écrit à propos de son œuvre Vision trouble, mais ce texte peut s’appliquer a bien d’autres de ses œuvres :
« Au fond, le parti pris de Vision trouble est de réfléchir aux espaces entre le visible et l’imaginaire en jouant sur l’image et, par le fait même, sur la vision. Passionnée de détails et minutieuse dans sa technique, Annie Briard semble piéger le regardeur le plus assidu, qui aurait du mal à déjouer les artifices de sa démarche quand il s’agit de retracer les étapes de son processus créatif derrière les séries d’images qui lui sont présentées. Car, pour reprendre McLuhan : une exposition d’Annie Briard, ça ne se regarde pas, ça s’éprouve. »
Son œuvre est difficile à appréhender à travers des livres ou des photos comme c’est le cas pour les artistes qui jouent avec la lumière et les perceptions visuelles, dont les plus connus James Turrel, Olafur Eliasson ou encore Ann Véronica Janssens. Par ailleurs, ces œuvres faisant appel à la vision du spectateur, chacun en a une expérience différente, car chaque personne a une perception unique.

## Expositions (sélection)

### Expositions individuelles
- 2011 : « The Space in Between », Joyce Yahouda Gallery, Montreal, QC, Canada[4]
- 2012 : « The Woods », G++ Gallery, Victoria, BC, Canada[5]
- 2013 : « The Woods », VIVO media arts centre, Vancouver, BC, Canada[6]
- 2014 : « Sight Shifting », Joyce Yahouda Gallery, Montreal, QC, Canada[7]
- 2016 :
  - « Vision Trouble », La maison des artistes visuels, Winnipeg, AB, Canada[3]
  - « Meridianos Cristalinos », ECCO museum, Cadix, Espagne
  - « Staring at the Sun », Galerie Joyce Yahouda, Montréal, QC, Canada[8]
- 2017 : « Color Spectres », Site Factory, Vancouver, BC, Canada
- 2019 : 
  - « Second Sight », AC Institute Gallery, New York, NY, États-Unis[3]
  - « Du néant, les spectres de l’infini », Espace Exploration, Edmonton, AB, Canada
- 2020 : 
  - « All the Light You Cannot See », galerie Monica Reyes, Capture Photography Festival, Vancouver, BC, Canada[9]
  - « Landscape Cutout », Foreman Art Gallery, Bishop’s University, Sherbrooke, QC, Canada[10]
- 2021 :
  - « Mirage », Deluge Contemporary, Victoria, BC, Canada[11]
  - « Second Sight », Union Gallery, Queen’s University, Kingston, ON, Canada[12]
  - « Within the Eclipse », Burrard Arts Foundation, Vancouver, BC, Canada[13],[14]
- 2022 : « Superlucent | All the Colour You Cannot See », Mackenzie Heights, Monica Reyes Gallery, BC, Vancouver[1]

### Expositions collectives
- 2011 :
  - Cool Stories for a Hot Planet III, « ArtPort projects », Switzerland Museum of Architecture, Bâle, Suisse[15]
  - « Canadian Cameras at Work », Alliance Française dans les galeries de Guangzhou; Hangzhou; Nanjing; Chongqing; Jinan; Xian; Tianjin; Shanghai; Dalian; Beijing, Chine
- 2012 :
  - « World Event Young Artists », Nottingham, Royaume-Uni
  - « Filmideo », Index Art Center, Newark, NJ, États-Unis
  - Cool Stories for a Hot Planet collection III, « ArtPort Projects », Matadero, Madrid
- 2013 :
  - Cool Stories for a Hot Planet collection III, « Filmambiente », International Environmental Film Festival, Rio de Janeiro, Brésil[16]
  - Cool Stories for a Hot Planet collection III, « Green Screens », Film Society Lincoln Centre, NY, États-Unis[17]
- 2014 :
  - « Du détail à l'oeuvre », Joyce Yahouda Gallery, Montréal, QC, Canada, commissaire Yan Romanesky[18]
  - « Not Sent Letters », VIVO, Vancouver, BC, Canada, commissaire Jeremy Todd
- 2015 : « Miroir, ô mon miroir... », Pavillon Carré de Baudouin, Paris, commissaire Esse & L’Extension
- 2016 : « Spectral Transmissions », Gallery 295,Vancouver, BC, Canada, commissaire Kristina Fiedrich
- 2017 :
  - « Mobilità », Maxville Studio, Montréal, QC, Canada, commissaires Maude Arsenault et Joyce Yahouda[19]
  - « Facade Festival », Vancouver Art Gallery, Vancouver, BC, Canada, commissaire Burrard Arts Foundation[20]
  - Plug In ICA, Winnipeg, AB, Canada[21]
  - « Wave Pool », Field Projects, New York, NY, États-Unis[22]
  - « Tian Tian Xiang Shang », HK Economic Office, Singapour, commissaire Danny Yung[23]
  - « L'instabilité du réel », L'Artothèque, Montréal, QC, Canada, commissaire Thi-My Truong[24],[25]
- 2018 :
  - « Are We There Yet ? », Back Gallery Project, Vancouver, BC, Canada
  - « Grâce au dessin », Galerie Art Mûr, Montréal, QC, Canada, commissaire Jason McKechnie[26]
- 2019 :
  - « Peregrinations », The Wrong Biennial, monde entier, commissaire Andres Manniste[27]
  - « Caroussel », Antimatter Festival, Deluge Contemporary, Victoria, BC, Canada[28]
  - « Winter Art Salon », Back Gallery Project, Vancouver, BC, Canada
- 2020 :
  - « The Work of the Work », Emily Carr University, Vancouver, BC, Canada
  - « Transmissions + Re-transmissions », Galerie Joyce Yahouda, Montréal, QC, Canada[29]
- 2021 : « Chronométrie », Art Souterrain, Montréal, QC, Canada[30]
- 2022 : « Les illusions sont réelles », La Bande Vidéo, Manif d’art 10 – Biennale de Québec, Québec, QC, Canada[31]